# Alexander Lösche
Alexander Lösche (* 31. Oktober 1910 in Hannover; † 19. April 2005 in Berlin) war ein deutscher Produktionsleiter bei der DEFA.

## Leben und Wirken
Der Sohn eines Bankangestellten hatte nach seinem Abitur 1930 an den Universitäten von Freiburg, München, Kiel und Berlin Jura und Wirtschaftswissenschaft studiert. Aus politischen Gründen – Lösche war SPD-Mitglied – wurde er im Dritten Reich nicht zum Referendarexamen zugelassen. Daraufhin fand er Beschäftigung in einem Rechtsberatungsbüro. Ein Volontariat bei Siemens folgte. Bei Kriegsausbruch 1939 eingezogen, kehrte er während des Krieges zeitweise zu Siemens zurück, ehe er 1942 dienstverpflichtet wurde.
Unmittelbar nach Kriegsende 1945 beriefen die Sowjets Lösche als Mitarbeiter in den Magistrat von Groß-Berlin. Zeitweise war er persönlicher Referent von Erich Gniffke. Infolge der Zwangsvereinigung von SPD und KPD zur SED wurde Lösche 1946 SED-Mitglied und anschließend mit diversen Funktionärsposten betraut. So übernahm er beispielsweise die Leitung des Personalbüros des SED-Parteivorstandes, beantragte aber 1949 seine Ablösung von der Arbeit im Parteiapparat und avancierte am 15. Juni 1949 zum Leiter des Filmverleihs der DEFA, dem Progress Film-Verleih, wo er bis 1950 blieb. 
Zum 1. Oktober 1950 wurde Lösche von der DEFA-Spielfilmproduktion als Produktionsleiter angestellt. Das kommende Vierteljahrhundert stellte er überwiegend Spielfilme her; kurzzeitig, 1951/52, war er auch als Produktionsleiter der DEFA-Abteilung Wochenschau und Dokumentarfilm tätig. Am 31. Dezember 1976 wurde Alexander Lösche in den Ruhestand verabschiedet.

## Filmografie
| - 1951: Roman einer jungen Ehe - 1951: Freundschaft siegt (Dokumentarfilm) - 1951: Lied der Jugend (Dokumentarfilm) - 1952: Heimat, wir schützen dich (Dokumentarfilm) - 1952: Sein großer Sieg (nur Co-Drehbuch) - 1954: Gefährliche Fracht - 1954: Der Fall Dr. Wagner - 1955: Einmal ist keinmal - 1955: Star mit fremden Federn - 1956: Besondere Kennzeichen: keine - 1956: Mich dürstet - 1956: Damals in Paris - 1957: Wo du hingehst… - 1957: Das singende, klingende Bäumchen - 1958: Nur eine Frau - 1958: Ein Mädchen von 16 ½ - 1958: Tilman Riemenschneider - 1959: Simplon-Tunnel - 1959: Weißes Blut | - 1959: Musterknaben - 1959: Einer von uns - 1960: Mutter Courage und ihre Kinder - 1960: Steinzeitballade - 1960: Die goldene Jurte - 1960: Die schöne Lurette - 1961: Christine und die Störche - 1961: Auf der Sonnenseite - 1962: Die Entdeckung des Julian Böll - 1965: Hamida - 1965: Flucht ins Schweigen - 1969: Zeit zu leben - 1970: Zwei Briefe an Pospischiel - 1970: Männer ohne Bart - 1971: Das Boot im Walde - 1972: Das Geheimnis der Anden (fünfteiliger Fernsehfilm) - 1974: Der Leutnant vom Schwanenkietz (dreiteiliger Fernsehfilm) - 1975: Konzert für Bratpfanne und Orchester - 1977: Trini |